# Exhibition (roman)
Pour les articles homonymes, voir Exhibition.
Exhibition est un roman de Michka Assayas publié le 31 juillet 2002 aux éditions Gallimard et ayant reçu le Prix des Deux Magots l'année suivante.

## Éditions
- Éditions Gallimard, 2002  (ISBN 2-07-076653-5).